# Sørensen-Nunatakker
Die Sørensen-Nunatakker sind eine Gruppe von rund 15 Nunatakkern im ostantarktischen Königin-Maud-Land. Sie erstrecken sich über eine Länge von 10 km als nordwestlicher Teil der Drygalskiberge in der Orvinfjella. Gemeinsam mit den Hemmestadskjera werden sie als Nevskiye Nunataks zusammengefasst.
Erstmals verzeichnet wurden sie anhand von Luftaufnahmen, die bei der Deutschen Antarktischen Expedition 1938/39 unter der Leitung des Polarforschers Alfred Ritscher entstanden. Norwegische Kartographen, die sie auch benannten, kartierten die Nunatakker anhand von Luftaufnahmen der Dritten Norwegischen Antarktisexpedition (1956–1960). Namensgeber ist Stein Sørensen (* 1921), Funker bei dieser Forschungsreise von 1956 bis 1958.